# Danilo (futbolista nacido en 1985)
Danilo Padilha (Cianorte, Paraná, 31 de julio de 1985-La Unión, Antioquia, 28 de noviembre de 2016), conocido simplemente como Danilo, fue un futbolista brasileño, que jugaba como portero en el Chapecoense de la Serie A de Brasil.
En un partido por la semifinal de la Copa Sudamericana 2016, hizo su última atajada, cerca del final del encuentro, al defensor Marcos Angeleri, evitando así el gol de San Lorenzo de Argentina y logrando la clasificación de su equipo para la final frente al equipo colombiano Atlético Nacional.

## Fallecimiento
El 28 de noviembre de 2016, Danilo Padilha, equipo técnico y compañeros de equipo del Chapecoense se dirigían desde Santa Cruz de la Sierra, Bolivia, a Medellín, Colombia, para disputar la final de la Copa Sudamericana 2016 contra Atlético Nacional. Pero, cuando llegaban a su destino, la aeronave del vuelo 2933 de LaMia se estrelló en el municipio de La Unión en Colombia, a escasos minutos de su aterrizaje. En un primer momento se pensó que Danilo fue rescatado con vida entre los escombros y fue trasladado a la Orden Hospitalaria de San Juan de Dios en el municipio de La Ceja, donde fallecería horas después al no poder soportar la intervención quirúrgica en donde se le amputaron ambas piernas. Sin embargo, el hospital desmintió dicha versión, asegurando que Danilo nunca llegó al hospital y que falleció en el lugar del accidente. Otras setenta personas más fallecieron.

## Clubes
| Club        | País   | Año       |
| ----------- | ------ | --------- |
| Cianorte    | Brasil | 2004-2011 |
| Arapongas   | Brasil | 2011-2012 |
| Londrina    | Brasil | 2012-2013 |
| Chapecoense | Brasil | 2013-2016 |

## Palmarés

### Campeonatos nacionales
| Título                 | Club        | Estado         | Año  |
| ---------------------- | ----------- | -------------- | ---- |
| Campeonato Catarinense | Chapecoense | Santa Catarina | 2016 |

### Campeonatos internacionales
| Título            | Equipo      | País   | Año  |
| ----------------- | ----------- | ------ | ---- |
| Copa Sudamericana | Chapecoense | Brasil | 2016 |